# Jacques-Gilbert Guillon
Pour les articles homonymes, voir Guillon.
Jacques-Gilbert Guillon (Cosne, 27 décembre 1910-Le Mériot, 8 décembre 1997), est un officier de marine et écrivain français. 

## Biographie
Il entre à l'École navale en octobre 1930 et en sort aspirant en octobre suivant. Enseigne de 2e classe (octobre 1932), il embarque sur les torpilleurs Mars puis Railleuse à Toulon et est nommé enseigne de 1re classe en octobre 1934. Il passe alors sur le croiseur école d'application de tir à la mer Pluton. 
Sur le cuirassé Bretagne, il prend part aux opérations d'escorte dues à la guerre d'Espagne puis devient officier canonnier sur le torpilleur Tornade (1940) à bord duquel il assiste à l'affaire de Mers el-Kébir et parvient à s'échapper et à rejoindre Bizerte. 
Promu lieutenant de vaisseau (mai 1940), il commande en juin 1942 le dragueur auxiliaire Canard et une section de dragage et saborde son bâtiment après l'arrivée de navires allemands à Bizerte en novembre 1942. Il s'évade et gagne Alger où il est affecté au bataillon de Bizerte qui est constitué de marins et avec lequel il participe à la campagne de libération de la Tunisie. 
Il est ensuite intégré au régiment blindé de fusiliers-marins de la 2e division blindée du général Leclerc. Il participe ainsi à la campagne de France (1944-1945) de la Normandie jusqu'à Berchtesgaden et libère Neuilly-sur-Seine où il obtient la capitulation des huit cents Allemands réfugiés dans le château de Madrid. 
Capitaine de corvette (octobre 1945), commandant des patrouilleurs Résolu et Rusé, il sert en 1947-1948 sur le contre-torpilleur Triomphant puis devient second du Commandant-Charcot (1948) avec lequel il fait campagne aux abords de la Terre Adélie dans l'Antarctique. 
Promu capitaine de frégate (février 1951), commandant de la flottille amphibie dans le Sud de l'Indochine (1952-1953) puis du ravitailleur d'aviation Commandant-Robert-Giraud, il est nommé capitaine de vaisseau en avril 1957 et commande la demi-brigade de fusiliers marins de Nemours chargée de contrôler la frontière Algérie-Maroc (1957-1958). 
En 1961, il est le commandant de l'escorteur d'escadre Jauréguiberry. Chef d'état-major du commandement en chef pour l'Adriatique (1963), il est promu contre-amiral en septembre 1964 et commandant de la force amphibie interarmées à Lorient. 
Commandant du Centre d’expérimentation nucléaire du Pacifique (1965), vice-amiral (janvier 1968), il dirige en 1968 le cours supérieur interarmées. Promu vice-amiral d'escadre en novembre 1969, il prend sa retraite en janvier 1971.

## Œuvres
- Division Leclerc. Régiment blindé de fusiliers marins, Campagne de France : journal de marche du 2e escadron, août 1944-avril 1945, 1945
- De Carthage à Berchtesgaden (1975)
- Dumont d'Urville (1986)
- François d'Orléans, prince de Joinville (1990)

## Récompenses et distinctions
- Chevalier (16 juin 1945)[2] puis Commandeur de la Légion d'honneur (1959)[3].